# ليفيوس أندرنيكوس
ليفيوس أندرنيكوس (بالإنجليزية: Livius Andronicus)‏ لوسيوس ليفيوس أندرونيكوس (200 قبل الميلاد - 280/260 ق.م).

كان كاتب مسرحي يوناني روماني وشاعر ملحمي للفترة اللاتينية القديمة. بدأ كمربي في خدمة عائلة نبيلة في روما. وبترجمة الأعمال اليونانية إلى اللاتينية، بما في ذلك أوديسي هوميروس. والتي كان من المفترض أنها في البداية كأداة تعليمية في المدرسة التي أسسها. عندما جاء إلى الدراما بدأ تنظيم مسرحيات، سواء التراجيدي والكوميدي، والتي كانت أول الأعمال المسرحية الرومانية. ومن ثم جاء الفيلم الكوميدي، استنادا إلى الفيلم اليوناني الكوميدي الجديد، والذيأطلق عليه لاحقا comoedia palliata من قبل الرومان.

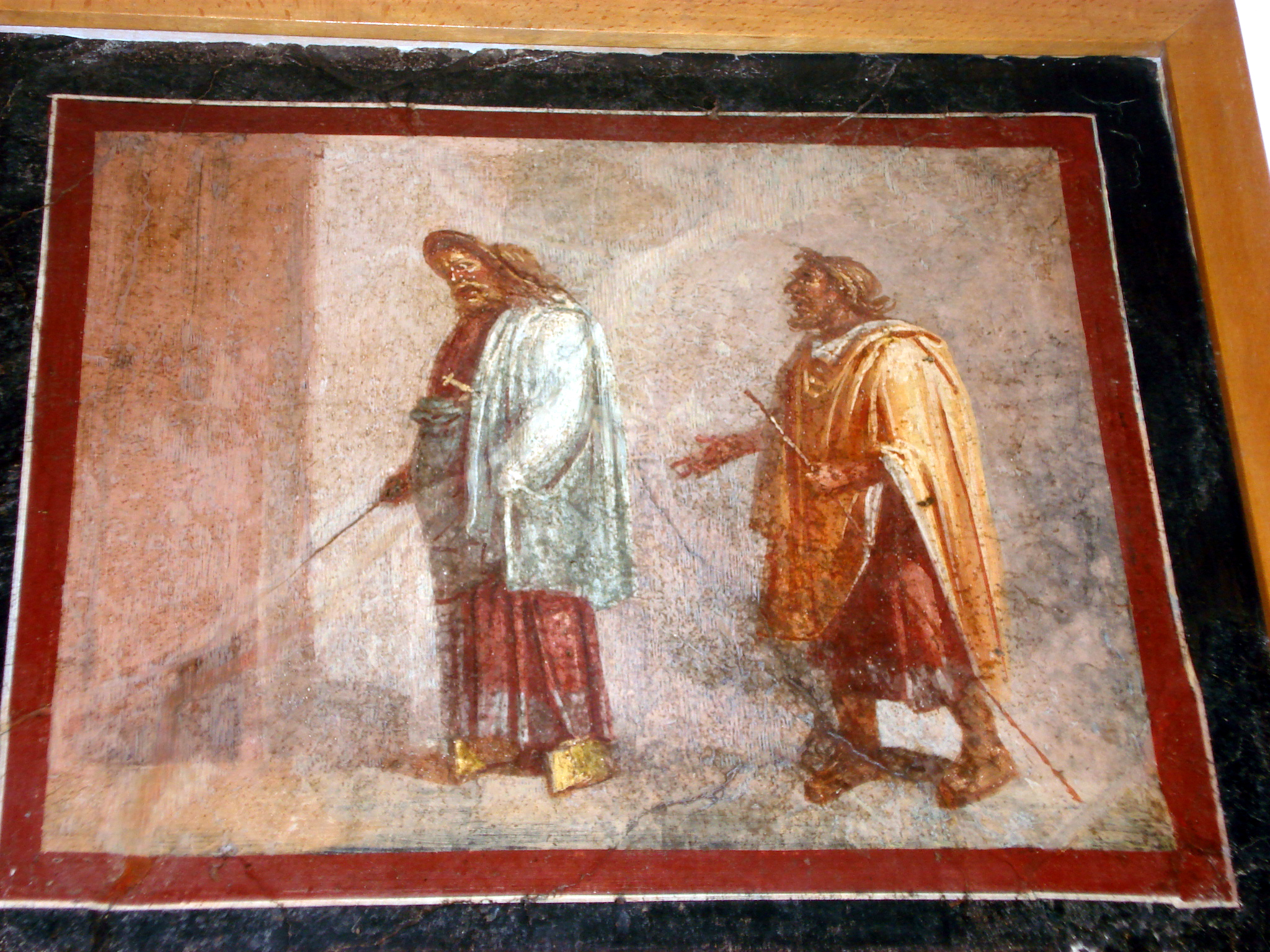
مشهد المسرح الروماني في الهواء الطلق

سوتونيوس صاغ فيما بعد مصطلح «نصف اليونانية» من Livius وEnnius (في إشارة إلى النوع، وليس الخلفيات العرقية الخاصة بهم). وتم تقليد هذا النوع من المسرحيين المقبلين ليتبعوا خطى أندرونيكوس 'وعلى هذا الأساس يعتبر انه والد الدراما الرومانية والأدب اللاتيني بشكل عام.
المصدر: مترجم Livius Andronicus

## روابط خارجية
- ليفيوس أندرنيكوس على موقع الموسوعة البريطانية (الإنجليزية)
- ليفيوس أندرنيكوس على موقع ديسكوغز (الإنجليزية)